# Белолистен аденостилес
Белолистният аденостилес (Adenostyles alliariae) е вид тревисто растение от семейство Сложноцветни (Asteraceae).